# بلیکور
بلیکور (به فرانسوی: Bellicourt) یک کمون در فرانسه است که در انه واقع شده‌است.

## خصوصیات
بلیکور ۹٫۷۷ کیلومترمربع مساحت و ۶۳۲ نفر جمعیت دارد و ۱۳۲ متر بالاتر از سطح دریا واقع شده‌است.